# Светличная, Диана
Диана Светличная (настоящее имя Юлия Мануровна Горяйнова; род. 29 мая 1979 года, Томск) — писатель, журналист, фотограф, преподаватель.

## Биография
Светличная Диана родилась в городе Томске. Окончила факультет журналистики Киргизского государственного национального университета, институт философии и права Национальной академии наук Киргизской республики. Работала журналистом на телевидении, радио, в газетах. В настоящее время — преподаватель Киргизско-Российского Славянского университета. Первый материал Дианы был опубликован в «Блиц-Инфо», когда ей было 17 лет. Называлась колонка «Наедине с Дианой». Публиковалась в журналах: «Дружба народов» (Москва), «Подъем» (Воронеж), «Простор» (Алматы), «Литературный Кыргызстан» (Бишкек), «Культура» (Бишкек), «Идиот» (Санкт-Петербург), литературных альманахах, сетевых и глянцевых журналах разных стран. Проживает в Бишкеке.
—"Не знаю занятия скучнее, чем писать про себя. Родилась в Томске. Родители активно перемещались по миру, я с ними. Журналист по образованию. Сказочница по натуре. К жизни и своим текстам отношусь легко. Люблю умных людей." — Диана Светличная.

## Литературные фестивали и конкурсы
Диана Светличная участница первого Центрально-азиатского фестиваля искусств «Шёлковый путь», прошедшего в Бишкеке в 2013 году. Победительница конкурса «Сетевая литература» за цикл рассказов «Желуди в бокале» (2010). За рассказ «За Родину!» была удостоена специального приза жюри на конкурсе «О любви к Родине» (2010). За рассказ «Шахноза» (2012) вышла в финал Первого Центрально-Азиатского форума «Open Central Asia Book Forum». Выпускница Школы литературного мастерства Татьяны Толстой и Марии Голованивской «Хороший текст». Финалистка I Центральноазиатского литературного конкурса OЕCABF (Open Eurasian Book Forum & Literature Festival) в номинации «Проза».

## Циклы о Кыргызстане
Диана Светличная выпустила серию мультимедийных лонгридов «Люди дела». Она объехала весь Кыргызстан, побывала в самых отдаленных регионах, встречалась с теми, кого не показывают по телевизору, кто всегда остается в тени. Живые рассказы — о самых важных для Кыргызстана профессиях:
1. Профессия — чабан. Лонгрид о жизни в горах Нарына, среди яков и аромата куурдака[7]
2. Профессия — шахтер. Лонгрид о жизни в Жыргалане, где удивительная природа и суровый быт[8]
3. Профессия — госслужащий. Один день, проведенный в районном отделении Соцфонда[9]
4. Профессия — почтальон. О жизни женщин в отдаленном селе Ошской области[10]
5. Профессия — медсестра. Быт и работа в далеком селе Дейрес-Сай на границе с Узбекистаном[11]
6. Профессия — пилот. Про приметы, мечты и любовь к небу[12]
7. Профессия — повар. История Захиды, которая вынуждена работать в чайхане на Пхукете[13]

Диана Светличная продолжает свой цикл о людях дела
«Сказочный Кыргызстан» следующий цикл публикаций Дианы Светличной о Кыргызстане. Это серия материалов (текст, фото, видео, сказки) из семи областей страны: Чуйской, Таласской, Нарынской, Ошской, Джалал — Абадской, Баткенской и Иссык-кульской. Это попытка приоткрыть дверь в хрупкий мир традиционной семьи, рассмотреть его ценности, записать истории и сказки, которые скрепляют поколения кыргызстанцев

## Рассказы
В журнале «Литературный Кыргызстан» опубликованы рассказы Дианы Светличной «Шырдак» (2017), «Ложка мёда» (2020), «Как по маслу» (2020), «Случайные люди» (2020) и другие . Рассказы "Шахноза (2018), «Уроки музыки» (2019), «Море и черепашки» (2020), «Молдаванка» (2021) были опубликованы в журнале «Подъем» (Воронеж). За рассказ «Молдаванка» Диана Светличная стала номинантом премии им. Эрнеста Хемингуэя журнала «Новый Свет» (Канада) за 2021 год.